# Backhoppning vid olympiska vinterspelen
Backhoppning har varit med i varje olympiskt vinterspel. Från 1924 fram till 1956
varierade backarnas längd beroende på spel. 1960 betämdes det att backarna skulle vara 80 meter, 1964 la man till "normal backe" som är 70 meter (K90) och 80 meter blev "Stora backen" (K120). Lagtävlingen lades till 1988 och utövas i den stora backen.
Fram till olympiska vinterspelen 2010 tävlade enbart herrar i spelen, FIS ansökte om tävlingar för damer till IOK 2006, de avslog dock ansökan. En grupp kvinnliga backhoppare från flera olika länder stämde IOK över att vara utestängda från spelen i Vancouver 2010, de förlorade i rätten men den stora publiciteten runt fallet bidrog förmodligen till att IOK 2011 beslutade att låta damer tävla i backhoppning vid olympiska vinterspelen 2014.

## Grenar
| Gren                 | 24 | 28 | 32 | 36 | 48 | 52 | 56 | 60 | 64 | 68 | 72 | 76 | 80 | 84 | 88 | 92 | 94 | 98 | 02 | 06 | 10 | 14 | 18 | År |
| -------------------- | -- | -- | -- | -- | -- | -- | -- | -- | -- | -- | -- | -- | -- | -- | -- | -- | -- | -- | -- | -- | -- | -- | -- | -- |
| Herrar, stora backen | •  | •  | •  | •  | •  | •  | •  | •  | •  | •  | •  | •  | •  | •  | •  | •  | •  | •  | •  | •  | •  | •  | •  | 23 |
| Herrar, normal backe |    |    |    |    |    |    |    |    | •  | •  | •  | •  | •  | •  | •  | •  | •  | •  | •  | •  | •  | •  | •  | 15 |
| Herrar, lagtävling   |    |    |    |    |    |    |    |    |    |    |    |    |    |    | •  | •  | •  | •  | •  | •  | •  | •  | •  | 9  |
| Damer, normal backe  |    |    |    |    |    |    |    |    |    |    |    |    |    |    |    |    |    |    |    |    |    | •  | •  | 2  |

## Medaljfördelning
| Pl.    | Nation                 | Guld | Silver | Brons | Totalt |
| ------ | ---------------------- | ---- | ------ | ----- | ------ |
| 1      | Norge                  | 11   | 10     | 14    | 35     |
| 2      | Finland                | 10   | 8      | 4     | 22     |
| 3      | Österrike              | 6    | 9      | 10    | 25     |
| 4      | Tyskland               | 6    | 6      | 1     | 13     |
| 5      | Polen                  | 4    | 3      | 2     | 9      |
| 6      | Schweiz                | 4    | 1      | 0     | 5      |
| 7      | Japan                  | 3    | 5      | 4     | 12     |
| 8      | Östtyskland            | 2    | 3      | 2     | 7      |
| 9      | Tjeckoslovakien        | 1    | 2      | 4     | 7      |
| 10     | Tysklands förenade lag | 1    | 0      | 1     | 2      |
| 11     | Sovjetunionen          | 1    | 0      | 0     | 1      |
| 12     | Slovenien              | 0    | 1      | 2     | 3      |
| 13     | Jugoslavien            | 0    | 1      | 1     | 2      |
| 13     | Sverige                | 0    | 1      | 1     | 2      |
| 15     | Frankrike              | 0    | 0      | 1     | 1      |
| 15     | USA                    | 0    | 0      | 1     | 1      |
| Totalt | Totalt                 | 49   | 50     | 48    | 147    |

Notering: Två silver men inget brons delades ut 1988.